# Pressió d'arrossegament

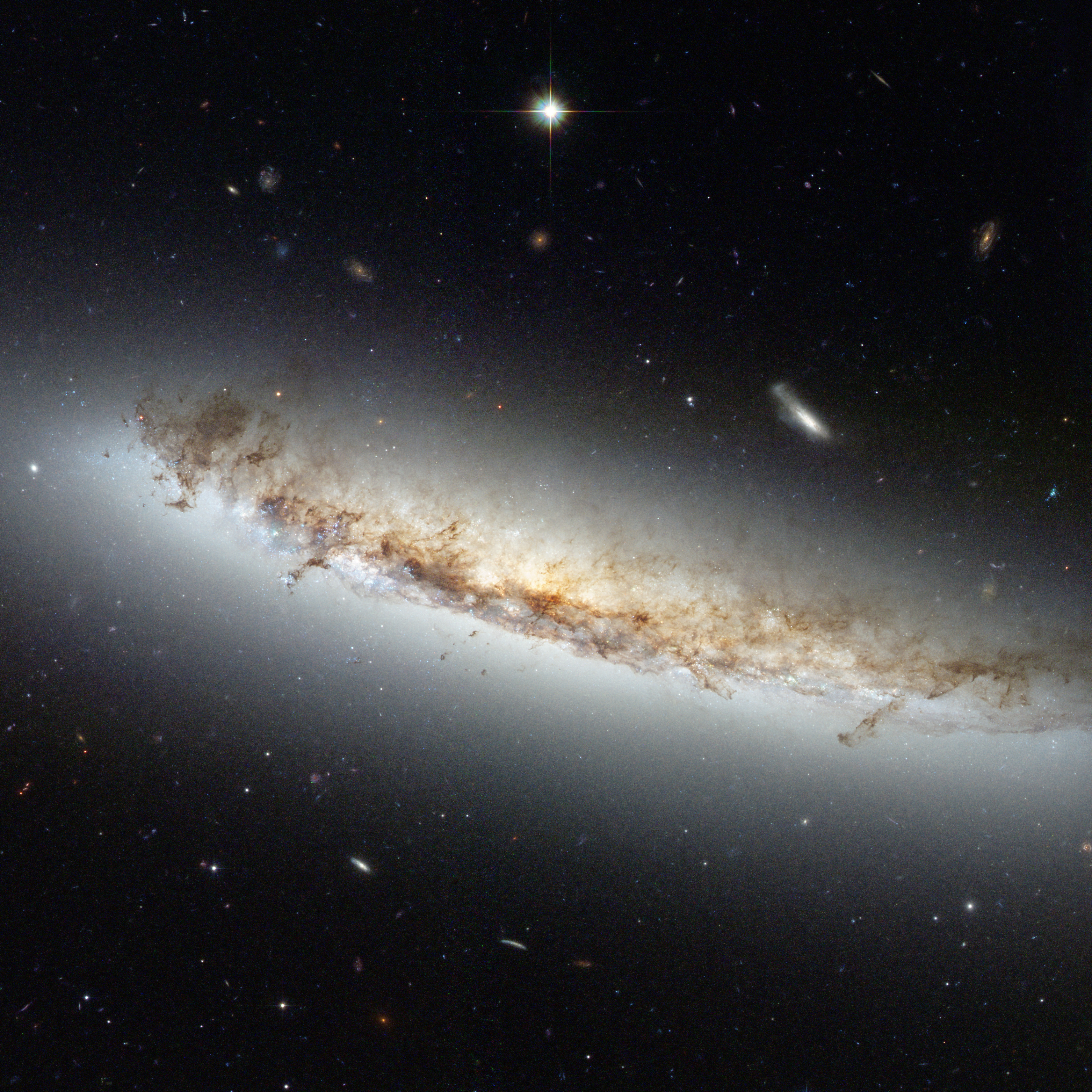
Eliminació de la pressió d'arrossegament a NGC 4402 mentre cau cap al Supercúmul de Verge (imatge fora, cap a la part inferior esquerra). Observeu la pols (marró) que s'amaga darrere (cap a la part superior dreta) de la galàxia, en comparació amb la vora d'entrada sense pols (blau-blanc).

La pressió d'arrossegament és una pressió exercida sobre un cos que es mou a través d'un medi fluid, causada pel moviment relatiu de la massa del fluid en lloc d'un moviment tèrmic aleatori. Provoca una força d'arrossegament que s'exerceix sobre el cos. La pressió d'arrossegament es dona en forma de tensor com: {\displaystyle P_{\text{ram}}=\rho u_{i}u_{j}} ,
on {\displaystyle \rho } és la densitat del fluid; aquest és el flux impulsor per segon en la direcció {\displaystyle i}, a través d'una superfície normal a la direcció {\displaystyle j}, sent {\displaystyle u_{i},u_{j}} les components de la velocitat del fluid en aquestes direccions. El tensor total d'estrès de Cauchy {\displaystyle \sigma _{ij}} és la suma d'aquesta pressió d'arrossegament i la pressió tèrmica isòtropa (en absència de viscositat).
En el cas simple quan la velocitat relativa és normal a la superfície i el moment es transfereix completament a l'objecte, la pressió d'arrossegament es converteix en: {\displaystyle P_{\text{ram}}=\rho u^{2}} .

## Derivació

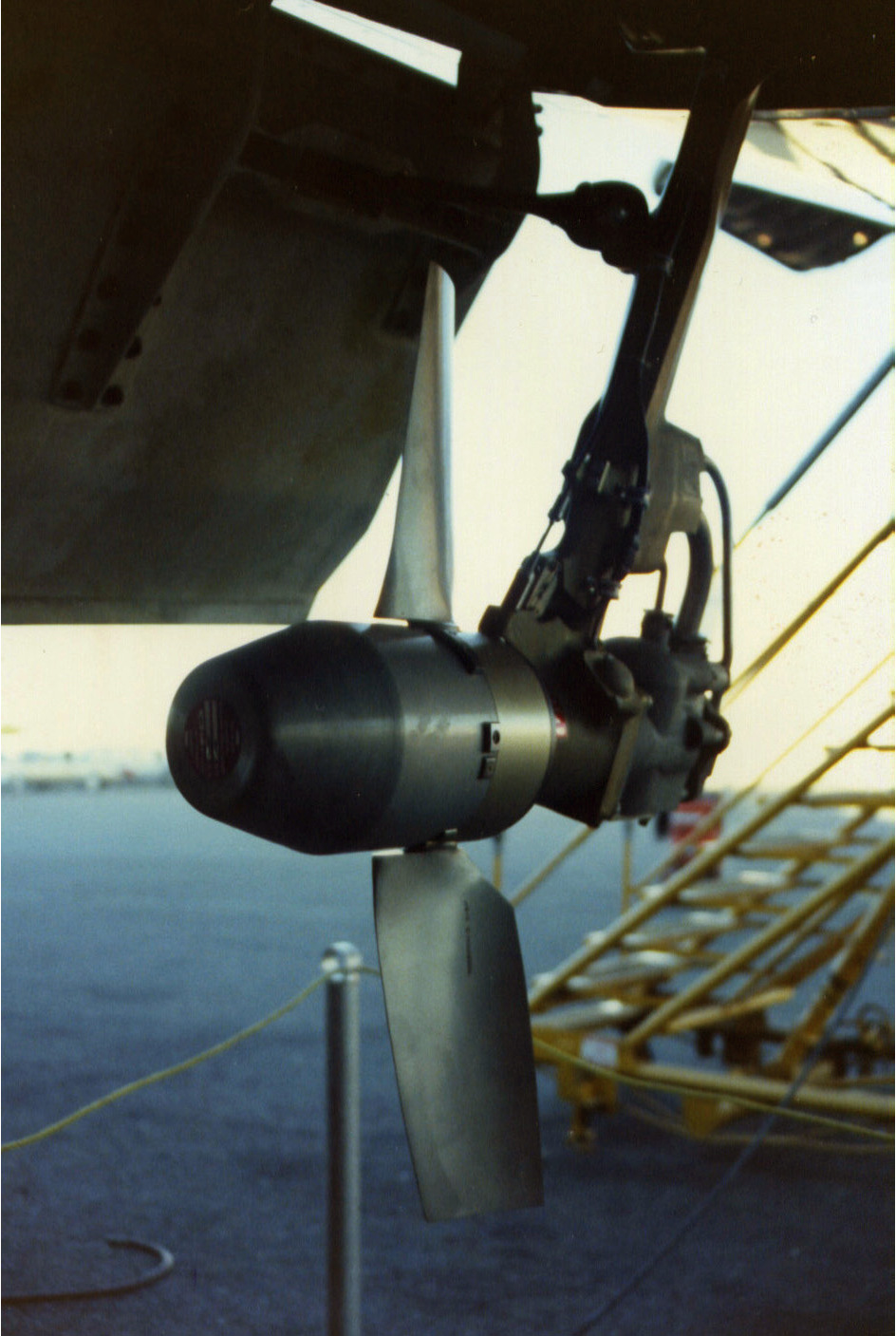
Un exemple de turbina d'aire ram (RAT). Els RAT generen energia mitjançant la rotació de la turbina mitjançant la pressió d'arrossegament.

La forma euleriana de l'equació del moment de Cauchy per a un fluid és
{\displaystyle \rho {\frac {\partial {\vec {u}}}{\partial t}}=-{\vec {\nabla }}p-\rho ({\vec {u}}\cdot {\vec {\nabla }}){\vec {u}}+\rho {\vec {g}}}
per pressió isòtropa {\displaystyle p}, on {\displaystyle {\vec {u}}} és la velocitat del fluid, {\displaystyle \rho } la densitat del fluid, i {\displaystyle {\vec {g}}} l'acceleració gravitatòria. La taxa euleriana de canvi del moment en la direcció {\displaystyle i} en un punt és així (utilitzant la notació d'Einstein):
{\displaystyle {\begin{aligned}{\frac {\partial }{\partial t}}(\rho u_{i})&=u_{i}{\frac {\partial \rho }{\partial t}}+\rho {\frac {\partial u_{i}}{\partial t}}\\&=u_{i}{\frac {\partial \rho }{\partial t}}-{\frac {\partial p}{\partial x_{i}}}-\rho u_{j}{\frac {\partial u_{i}}{\partial x_{j}}}+\rho g_{i}.\end{aligned}}}
Substituint la conservació de la massa, expressada com
{\displaystyle {\frac {\partial \rho }{\partial t}}=-{\vec {\nabla }}\cdot (\rho {\vec {u}})=-{\frac {\partial (\rho u_{j})}{\partial x_{j}}}} ,
això és equivalent a
{\displaystyle {\begin{aligned}{\frac {\partial }{\partial t}}(\rho u_{i})&=-{\frac {\partial p}{\partial x_{i}}}+\rho g_{i}-{\frac {\partial }{\partial x_{j}}}(\rho u_{i}u_{j})\\&=-{\frac {\partial }{\partial x_{j}}}\left[\delta _{ij}p+\rho u_{i}u_{j}\right]+\rho g_{i}\end{aligned}}}
En aquest context, la pressió d'arrossegament és la transferència d'impuls per advecció (flux de matèria que transporta impuls a través d'una superfície cap a un cos). La massa per unitat de segon que flueix en un volum {\displaystyle V} limitada per una superfície {\displaystyle S} és
{\displaystyle -\oint _{S}\rho {\vec {u}}\cdot \mathrm {d} {\vec {S}}}
i l'impuls per segon que transporta al cos és
{\displaystyle -\oint _{S}{\vec {u}}\rho {\vec {u}}\cdot \mathrm {d} {\vec {S}}=-\int _{V}{\frac {\partial }{\partial x_{j}}}\left[u_{i}\rho u_{j}\right]\mathrm {d} V,}
igual al terme de pressió d'arrossegament. Aquesta discussió es pot estendre a les forces d'"arrossegament"; si tota la matèria incident sobre una superfície transfereix tot el seu impuls al volum, això és equivalent (en termes de transferència de moment) a la matèria que entra al volum (el context anterior). D'altra banda, si només es transfereix la velocitat perpendicular a la superfície, no hi ha forces de tall, i la pressió efectiva sobre aquesta superfície augmenta en
{\displaystyle P_{\text{ram}}=\rho u_{n}^{2}} ,
on {\displaystyle u_{n}} és la component de velocitat perpendicular a la superfície.

## Exemple: pressió de l'aire a nivell del mar
Quina és la pressió de l'aire al nivell del mar a 100 mph ?

### Unitats imperials
ρ = .0023769 densitat de l'aire al nivell del mar (slugs / ft3)
v ² = 147 ² (100 mph = 147 ft/seg)
P = 0,5 * ρ * v ²
P = 25,68 (pressió en lbf/ft²)

### Unitats SI
ρ = 1,2250 densitat de l'aire al nivell del mar (kg/m 3)
v ² = 44,7 ² (100 mph = 44,7 m/s)
P = 0,5 * ρ * v ²
P = 1224 (pressió en Pa = N/m ²)
| Altitud (fts)  | Densitat de l'aire (slugs/ft3) | Altitud (m) | Densitat de l'aire (kg/m 3) |
| -------------- | ------------------------------ | ----------- | --------------------------- |
| nivell del mar | 0,0023769                      | 0           | 1,2250                      |
| 5.000          | 0,0020482                      | 1.524       | 1,0556                      |
| 10.000         | 0,0017555                      | 3.048       | 0,9047                      |
| 20.000         | 0,0012673                      | 6.096       | 0,6531                      |
| 50.000         | 0,0003817                      | 15.240      | 0,1967                      |
| 100.000        | 0,0000331                      | 30.480      | 0,0171                      |

## Exemples astrofísics de pressió d'arrossegament

### Eliminació de la pressió d'arrossegament galàctica

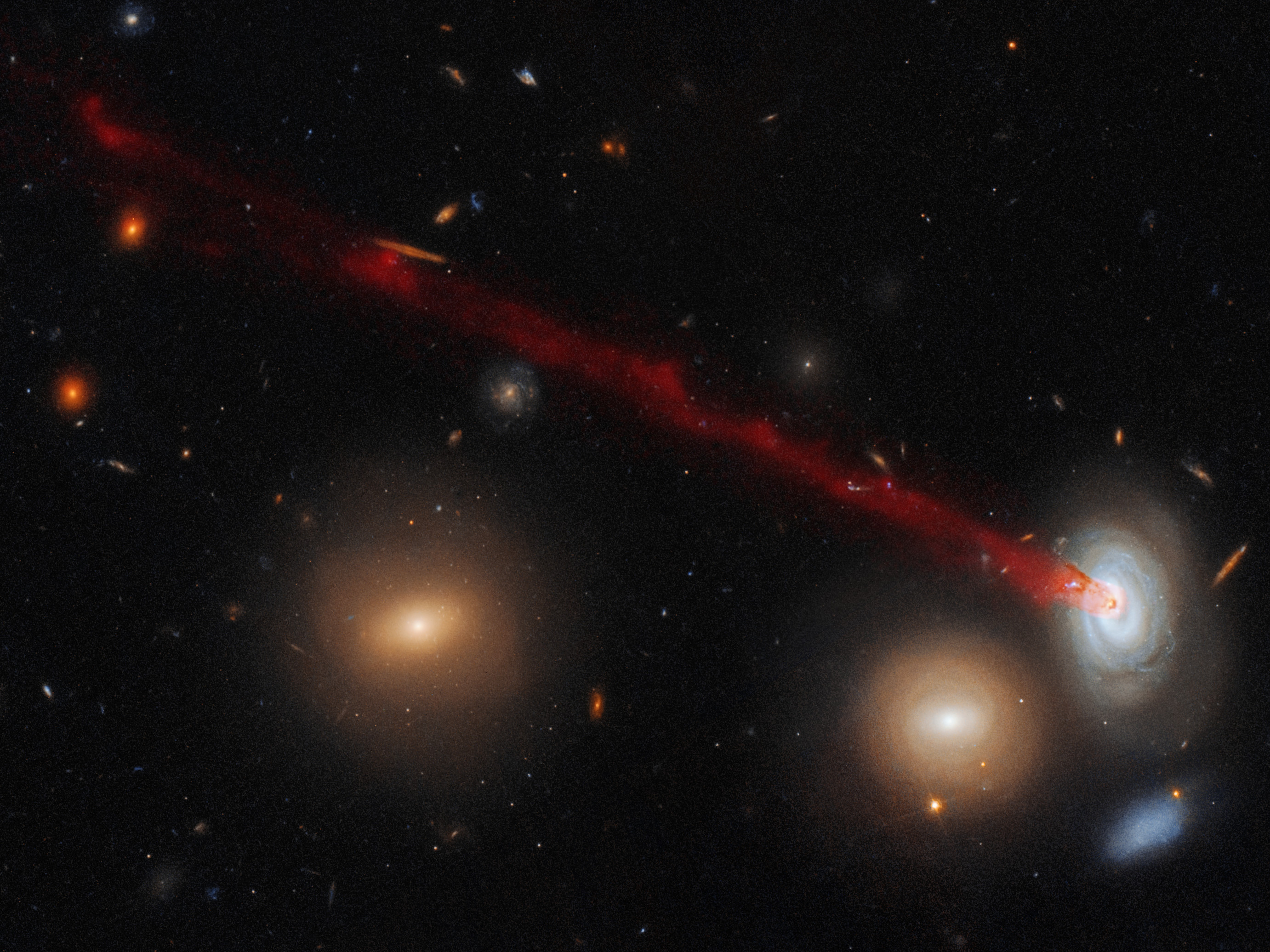
Les cues de la galàxia espiral D100, que es troben al cúmul Coma, es creen mitjançant l'eliminació de la pressió d'arrossegament.

Dins de l'astronomia i l'astrofísica, James E. Gunn i J. Richard Gott van suggerir per primera vegada que les galàxies d'un cúmul de galàxies que es mouen a través d'un medi calent intracúmul experimentarien una pressió de
{\displaystyle P_{r}\approx \rho _{e}v^{2}}
on {\displaystyle P_{r}} és la pressió d'arrossegament, {\displaystyle \rho _{e}} la densitat de gas intracluster, i {\displaystyle v} la velocitat de la galàxia respecte al medi. Aquesta pressió pot extreure el gas de la galàxia on, essencialment, el gas està lligat gravitacionalment a la galàxia amb menys força que la força del "vent" del medi intracúmul a causa de la pressió d'arrossegament. A la imatge de NGC 4402 es pot veure l'evidència d'aquesta eliminació de la pressió de l'ariet. Aquestes galàxies despullades de la pressió de l'ariet sovint tindran una gran cua arrossegada i per això s'anomenen comunament "galàxies meduses".
Es creu que l'eliminació de la pressió d'arrossegament té efectes profunds en l'evolució de les galàxies. A mesura que les galàxies cauen cap al centre d'un cúmul, més i més del seu gas s'elimina, inclòs el gas fred i més dens que és la font de la formació estel·lar contínua. Les galàxies espirals que han caigut almenys al nucli dels cúmuls de Virgo i Coma han tingut el seu gas (hidrogen neutre) esgotat d'aquesta manera i les simulacions suggereixen que aquest procés pot passar relativament ràpid, amb un esgotament del 100% en 100. milions d'anys a uns pocs milers de milions d'anys més graduals.
L'observació per ràdio recent de l'emissió de monòxid de carboni (CO) de tres galàxies (NGC 4330, NGC 4402 i NGC 4522) al cúmul de Virgo apunten que el gas molecular no s'elimina, sinó que es comprimeix per la pressió de l'ariet. L'augment de l'emissió d'Hα, un signe de formació d'estrelles, correspon a la regió de CO comprimit, el que suggereix que la formació d'estrelles es pot accelerar, almenys temporalment, mentre es continua la separació de l'hidrogen neutre de la pressió d'arrossegament.
Més recentment, s'ha demostrat que la pressió d'arrossegament també pot provocar l'eliminació de gas a les galàxies nanes aïllades que s'enfonsen a través de la xarxa còsmica (l'anomenat procés d'extracció de la xarxa còsmica). Tot i que la sobredensitat típica dins de la xarxa còsmica és significativament menor que la que es troba a l'entorn dels cúmuls de galàxies, l'alta velocitat relativa entre una nana i la xarxa còsmica fa que la pressió d'arrossegament sigui eficient. Aquest és un mecanisme atractiu per explicar no només la presència de galàxies nanes aïllades lluny dels cúmuls de galàxies amb una relació d'abundància d'hidrogen a massa estel·lar especialment baixa, sinó també la compressió del gas al centre d'una galàxia nana i la posterior reinici de la formació estel·lar.

### pressió d'arrossegament i (re)entrada atmosfèrica
Un meteoroide que viatja de manera supersònica per l'atmosfera terrestre produeix una ona de xoc generada per la compressió extremadament ràpida de l'aire davant del meteoroide. És principalment aquesta pressió d'arrossegament (en lloc de fricció) la que escalfa l'aire que, al seu torn, escalfa el meteoroide mentre flueix al seu voltant.

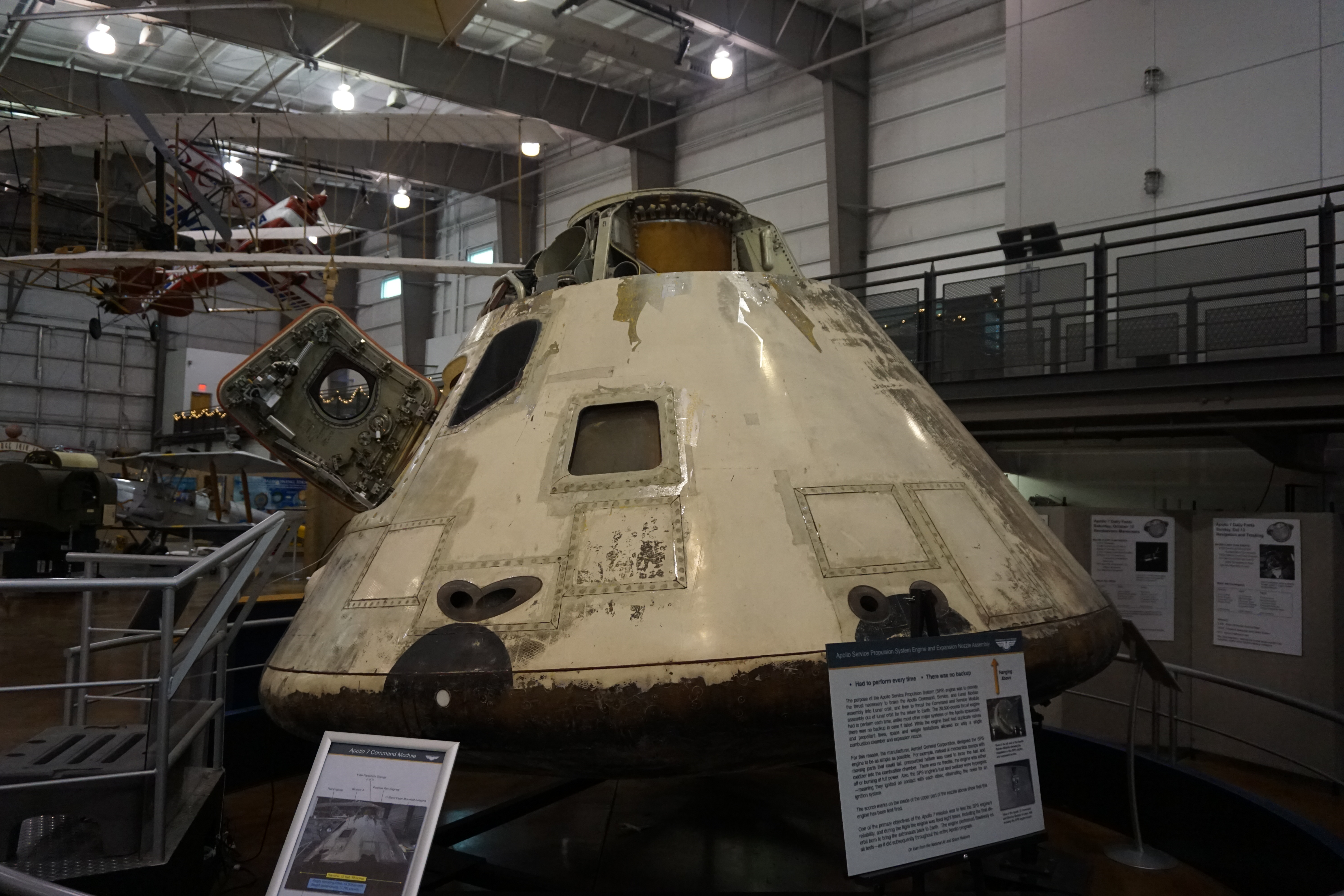
Mòdul de comandament Apollo 7

Harry Julian Allen i Alfred J. Eggers de NACA van utilitzar una visió sobre la pressió de l'ariet per proposar el concepte de cos rom: un cos gran i contundent que entra a l'atmosfera crea una capa límit d'aire comprimit que serveix com a amortidor entre la superfície corporal i el aire escalfat per compressió. En altres paraules, l'energia cinètica es converteix en aire escalfat a través de la pressió d'arrossegament, i aquest aire escalfat s'allunya ràpidament de la superfície de l'objecte amb una interacció física mínima i, per tant, un escalfament mínim del cos. Això era contra-intuïtiu en aquell moment, quan es suposava que els perfils nítids i simplificats eren millors. Aquest concepte de cos romo es va utilitzar a les càpsules de l'era Apol·lo.